# ニューヨーク市の小島の一覧
ニューヨーク市の五つの行政区のうち四つは区全体が島であるか島（ロングアイランド）の一部であり、ブロンクス区だけが領土のほとんどがアメリカ大陸本土に位置している。しかし、五つの行政区（ブロンクスも含む）のそれぞれには二つ以上の小島が含まれている。
以下は各行政区に含まれる小島の一覧である。

## ザ・ブロンクス
- ペルハム島 (en) - ほとんどが無人である島の一群を指す歴史的な名称
  - ザ・ブラウジーズ (en)
  - チムニー・スイープス島 (en)
  - シティ島 (en) - 住民がいる唯一の島
  - ハート島 (en)
  - ハイ島 (en)
  - ラット島 (en)
- ハンター島 (en) - 現在は島ではなく、ペルハム・ベイ・パーク (en) の一部
- ツイン島 (en) - 現在は島ではなく、ペルハム・ベイ・パーク (en) の一部
- ノース・ブラザー島 (en)
- サウス・ブラザー島 (en)
- ライカーズ島 (en) – ニューヨーク市の監獄が所在している

## ブルックリン
- バレン島 (en)
- カナーシー・ポル (en) - 96ヘクタール（222エーカー）の無人島
- ラッフル・バー (en)
- マウ・マウ島 (en)

## マンハッタン
- エリス島（一部はニュージャージー州の領域）
- ガバナーズ島
- リバティ島
- ミル・ロック
- ランドールズ島
- ルーズベルト島
- ウ・タント島
- ワーズ島

## クィーンズ
- ブロード・チャンネル (en)
- ホッグ島 (en) - かつて存在した島

## スタテン・アイランド
- ホフマン島 (en)
- メドウズ島 (en)
- プロールズ島 (en)
- シューターズ島 (en)（一部はニュージャージー州の領域である）
- スウィンバーン島 (en)